# Estiliano Zautzes
Estiliano Zautzes (en griego: Ζαούτζης Στυλιανὸς, pero llamado Ζαουντζᾶς por Escilitzes) fue un alto funcionario bizantino de origen armenio. El aumento de los primeros rangos del emperador bizantino Basilio I, que luego se incrementó prominentemente bajo el sucesor de Basilio León VI el Sabio (r. 886-912), quien tuvo un romance con la hija de Estiliano, Zoe Zautzina. Estiliano Zautzes fue ministro principal de León durante la primera mitad de su reinado, y fue galardonado con el título único de basileopator. Su posición e influencia disminuyó después de 895, pero en 898, se convirtió en suegro, cuando el emperador se casó con Zoe. Murió en 899, en el mismo año que Zoe. Tras un intento de golpe por sus familiares, el clan Zautzes fue privado del considerable poder que había acumulado bajo la tutela de Estiliano.